# BC Smashing
Der BC Smashing ist niederländischer Badmintonverein aus Wijchen.

## Geschichte
Der Verein wurde am 9. Mai 1969 gegründet. Die erste Mannschaft des Klubs spielt seit 1999 in der Eredivisie, der höchsten Liga in den Niederlanden.

## Bekannte Spieler
| - Jasper van Aarle - Ilse Bakker - Brenda Beenhakker - Judith Campman - Nick Fransman - Rachel Geertsen - Jordy Hilbink - Stephan van Houtem - Chyntia Kraaijenbrink | - Robert Kwee - Roy Loeven - Eli Mambwe - Leon Nottelman - John Rooijendijk - Claudia Saleming - Patty Stolzenbach - Frank Vermeesch - Jürgen Wouters |